# تاکاکی شیگمیتسو
تاکاکی شیگمیتسو (انگلیسی: Takaki Shigemitsu؛ زادهٔ ۳۱ ژوئیهٔ ۱۹۸۳) بازیکن فوتبال اهل ژاپن است.
از باشگاه‌هایی که در آن بازی کرده‌است می‌توان به باشگاه فوتبال توکیو وردی اشاره کرد.